# Néstor Álamo
Néstor Álamo Hernández (Guía, 27 de febrero de 1906 — Las Palmas de Gran Canaria, 24 de marzo de 1994), conocido como Néstor Álamo, fue un compositor, periodista y escritor español, es uno de los grandes exponentes de la música y cultura popular canaria.

## Biografía
Néstor Álamo Hernández nació en Guía de Gran Canaria el 27 de febrero de 1906. Fue el primogénito de siete hijos en el matrimonio formado por Salustiano Álamo y Clorinda Hernández, los cuales provenían de familias de pequeños propietarios rurales y comerciantes de su pueblo natal. Confesaría de mayor su incapacidad para emprender estudios musicales cuando niño, aunque su abuelo materno, Virgilio Hernández, fue director de la Banda de música de Guía durante varios lustros. En su pueblo cursa estudios elementales hasta que en 1920 marcha a La Habana, donde, bajo la tutela de su tío Nicasio Álamo, trabaja en el comercio familiar. Tras su regreso a Gran Canaria en 1922, y después de realizar el servicio militar, se independiza de su familia y se emplea como contable en algunas firmas comerciales de la capital, a la vez que comienza a introducirse en los círculos culturales de la ciudad e inicia sus primeras colaboraciones periodísticas.
Al mismo tiempo, entabla amistad con el que él consideró su maestro, el lectoral y canónigo de la Catedral de Canarias don José Feo y Ramos, natural de Gáldar. Según Álamo, el influjo de este sacerdote será fundamental en sus lecturas y formación intelectual, ya que lo introduce en sus primeros conocimientos de Archivística y Paleografía. En el periódico El País tuvo a su cargo la sección “Panoramas”. Posteriormente, fundó en Guía, junto a Juan García Mateos, el semanario La Voz del Norte. En los primeros años de estadía en la capital de la Isla comienza a frecuentar la Escuela Luján Pérez, centro de formación liberal y lugar de encuentro de intelectuales y artistas locales a los que rendirá admiración a lo largo de toda su vida. Su vertiente periodística, a veces usando el seudónimo Juan Farías, va a continuar de forma incesante a lo largo de toda su vida, con especial intensidad en los periódicos Hoy, Falange y Diario de Las Palmas.
En 1930 entra a formar parte de El Museo Canario como oficial primero en la Biblioteca de la centenaria institución científica. Allí se dedica a ordenar y clasificar, durante casi dos decenios, una importante parte de sus fondos documentales, especialmente el de la Inquisición de Canarias, compuesto de miles de manuscritos de un interés capital para la historiografía isleña que, hasta ese momento, eran de difícil consulta. El contacto diario de Álamo con esas privilegiadas fuentes de información propiciará, en su formación intelectual y en sus trabajos literarios, una visión más completa acerca del mundo insular y sus conexiones históricas fuera de sus fronteras que la que había tenido hasta entonces.
Terminada la guerra civil española ejerce como secretario y asesor cultural de Matías Vega Guerra, que presidió el Cabildo de Gran Canaria desde 1945 hasta 1960. Las gestiones de Néstor Álamo favorecen la creación del Archivo Histórico y la Biblioteca Provincial de Las Palmas de Gran Canaria. También fue el creador, diseñador de algunos de sus espacios y primer director de la Casa-Museo de Colón, instalada en el corazón del Real primitivo donde los conquistadores castellanos fundaran la ciudad. La Casa de Colón se inaugura parcialmente en 1952, para continuar ampliándose como centro museístico y de contenidos americanistas a lo largo de toda la década siguiente; además, participa en las gestiones para la creación del museo de don Benito Pérez Galdós en la casa natal del escritor. Su labor de recuperación de espacios museísticos dependientes del Cabildo se amplia al realizar la restauración y creación del museo de don Fernando de León y Castillo en Telde; en esa misma ciudad dirigiría, muchos años más tarde, la construcción de la iglesia de Tara. En Guía, su pueblo, restaura el Camarín de la Virgen de Guía.
En el ámbito urbanístico ideó la creación en Teror de la plaza de Teresa Bolívar, esposa del Libertador americano, cuya familia tenía raíces en ese municipio grancanario. Su vinculación a Teror y su fe en la tradición mariana de la Villa, donde se ubica la Basílica de la Virgen del Pino, le empuja a dirigir y reorganizar desde el Cabildo Insular la tradicional llegada de romeros al pueblo, la víspera de la Fiesta Mayor, desde todos las poblaciones de la Isla. Propicia la creación de una comisión mixta interinstitucional, que lidera durante años, y reconvierte la espontánea Romería de la Virgen del Pino en una Ofrenda en honor a la Virgen del Pino patrona de la isla de Gran Canaria. Impulsa, además, la restauración y creación de un museo en la Casa Museo de los Patronos de la Virgen del Pino. En 1961 es cesado como director de la Casa de Colón y desde ese año hasta su muerte regenta un anticuario (que hace las veces también de taller de restauración y ebanistería) en la calle de La Peregrina de Las Palmas de Gran Canaria.
Obras suyas son Thenesoya Vidina y otras tradiciones, El Almirante de la Mar Océana, El sarao y su recuerdo o Crónica de un siglo. Este último se publicó en forma de folletón, a partir de la década de los 50, en el Diario de Las Palmas y tuvo como núcleo principal historiar las actividades sociales de El Gabinete Literario, pero acabó siendo una historia de la ciudad de Las Palmas de Gran Canaria desde mediados del siglo XIX hasta mediados del siglo XX.
Dejando aparte sus creaciones musicales, que inauguran una nueva página en la canción de Canarias, recopiló y publicó (encargándose en el prólogo de la obra de un pormenorizado estudio) la obra poética de La Perejila (Las Palmas de Gran Canaria, 1820- 1897) en el volumen Agustina González y Romero: Poesía. De menor entidad son El marqués de Branciforte, El demonio y la virgen, Lola Guerra, Para la historia de Guía de Gran Canaria, Del juzgado y otros asuntos.
Por otro lado, no hay que olvidar sus numerosas colaboraciones periodísticas publicadas en los periódicos de su isla natal desde la década de los 30 del siglo pasado; muchas de ellas son ediciones periódicas a modo de folletín, con notable enjundia, que nunca vieron la luz en libros. Durante los años 60 ejerció, además, como corresponsal del periódico barcelonés La Vanguardia.

## Reconocimientos
- Cronista oficial de la isla de Gran Canaria.
- Comendador de número de la Orden del Mérito Civil.
- Miembro correspondiente de la Real Academia de la Historia.
- Hijo adoptivo de Las Palmas de Gran Canaria.
- Can de plata e hijo predilecto de Gran Canaria.
- Premio Canarias de Investigación otorgado en 1989.
- Escultura en el barrio de Vegueta de Las palmas de Gran Canaria.

La ciudad de Las Palmas de Gran Canaria reconoció su labor poniéndole a una vía con su nombre, Calle Néstor Álamo, en el Barrio de Lomo Los Frailes.  https://grafcan.es/cLKirFG

## Obras

### Obra musical
En la actualidad se encuentran registradas en la Sociedad General de Autores y Editores (SGAE), 43 canciones de Néstor Álamo:
- El Jacaranda
- Santo Domingo
- La Peregrina
- Sombra del Nublo
- El cantar de la monja difunta
- Petenera
- Isla mía
- Rubio y alto
- Adiós Canaria querida
- El zagalejo
- Tamadaba
- Ay Teror qué lindo eres
- La alpispa
- P’al Pino
- Caminito de Teror
- La sajorina
- Andrés repásate el motor
- El cambullonero
- Mariquilla La Perrera
- Tápate Pepa
- La balada de Sabanda
- Telarito
- Tontón quítate de en medio
- Bendito Cristo de Telde
- Hay un rubio majorero
- Casar, casar eso dicen
- Folías lleva mi tierra
- La molinera
- Isa de la primavera
- Mis bueyes
- Cuatro majoreros
- Cabra loca
- La fiesta madre
- Maspalomas y tú
- El cuervo
- La noche de Arguineguín
- La perla
- Qué quieres que te merque
- Anda y duerme
- Seña Francisca y el lego
- Tata Mayarí
- Tiempo de Gran Canaria

### Obra literaria
- El Almirante de la Mar Océana en Gran Canaria
- El Duque de Parque Castillo
- El Marqués de Branciforte
- El Obispo Verdugo y sus retratos
- La raíz familiar
- Lutos reales
- Mi pregón de San Pedro Mártir
- Papeles nuevos de Inquisición
- Perejilla
- Sátira
- Thenesoya Vidina
- Un Papelista Canario del siglo XIX
- La Ca...lada de La Mosca
- Notas sobre el Franciscano Fray D. H. y su obra